# José Guadalupe Galván Galindo

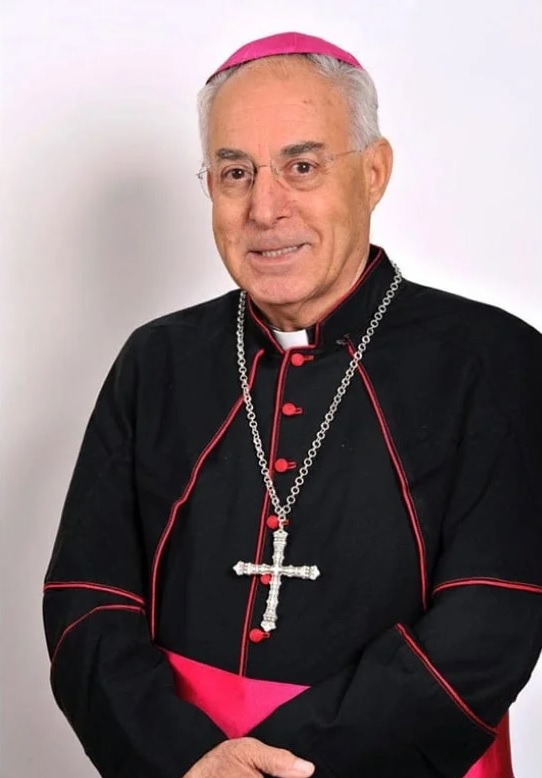
José Guadalupe Galván Galindo, 2022

José Guadalupe Galván Galindo (* 21. August 1941 in Cadereyta de Jiménez, Nuevo León; † 16. Juli 2022 in Torreón) war ein mexikanischer römisch-katholischer Geistlicher und Bischof von Torreón.

## Leben
José Guadalupe Galván Galindo empfing nach seiner theologischen Ausbildung am 29. Juni 1965 das Sakrament der Priesterweihe für das Erzbistum Monterrey.
Am 8. Juli 1994 ernannte ihn Papst Johannes Paul II. zum Bischof von Ciudad Valles. Der Apostolische Nuntius in Mexiko, Erzbischof Girolamo Prigione, spendete ihm am 10. August desselben Jahres die Bischofsweihe; Mitkonsekratoren waren der Erzbischof von Monterrey, Adolfo Antonio Kardinal Suárez Rivera, und der emeritierte Bischof von Ciudad Valles, Juvencio González Álvarez. Am 12. Oktober 2000 bestellte ihn Johannes Paul II. zum Bischof von Torreón.
Am 9. September 2017 nahm Papst Franziskus das von José Guadalupe Galván Galindo aus Altersgründen vorgebrachte Rücktrittsgesuch an.
Er starb am 16. Juli 2022 im Alter von 80 Jahren im Krankenhaus von Torreón.